# 트와일라이트 -석양 편지-
〈트와일라이트 -석양 편지-〉(일본어: トワイライト -夕暮れ便り- 토와이라이토 유구레다요리[*])는 일본의 여가수 나카모리 아키나(中森明菜)의 다섯 번째 싱글로 1983년 6월 1일에 발매되었다. (EP: L-1661) 작사는 키스기 에츠코(来生えつこ)가, 작곡은 키스기 다카오(来生たかお)가, 편곡은 하기타 미츠오(萩田光雄)가 담당하였다. B사이드곡은 〈드라이브〉(ドライブ 도라이부[*])로, 작사와 작곡은 호리에 준(堀江淳)이, 편곡은 역시 하기타 미츠오가 도맡았다. 1983년 6월 13일 오리콘 주간 싱글 차트에서 처음으로 2위로 등장하였으나 4주에 걸쳐 2위만 하고 차트의 정상을 탈환하는데는 실패했다. 이어서 1983년 연간 싱글 차트에서도 19위를 기록하였다.

## 수록곡
| #            | 제목                                                        | 작사          | 작곡          | 편곡          | 재생 시간 |
| ------------ | ----------------------------------------------------------- | ------------- | ------------- | ------------- | --------- |
| 1.           | 〈〈트와일라이트 -석양 편지-〉(トワイライト -夕暮れ便り-)〉 | 키스기 에츠코 | 키스기 다카오 | 하기타 미츠오 | 4:44      |
| 2.           | 〈〈드라이브〉(ドライブ)〉                                  | 호리에 준     | 호리에 준     | 하기타 미츠오 | 4:43      |
| 총 재생 시간 | 총 재생 시간                                                | 총 재생 시간  | 총 재생 시간  | 총 재생 시간  | 9:27      |

## 수상
- 제16회 일본유선대상 (상반기) - 유선음악상
- 제9회 니혼 테레비 음악제 - 금의 비둘기상

## 발매 일정
| 버전                                  | 일정             | 레이블         | 포맷               |
| ------------------------------------- | ---------------- | -------------- | ------------------ |
| 〈트와일라이트 -석양 편지-〉          | 1983년 6월 1일   | 워너 뮤직 재팬 | EP (L-1661)        |
| 〈트와일라이트 -석양 편지-〉 (재발매) | 1988년 7월 25일  | 워너 뮤직 재팬 | 8cmCD (10SL-134)   |
| 〈트와일라이트 -석양 편지-〉 (재발매) | 1988년 12월 21일 | 워너 뮤직 재팬 | CT (10L5-4044)     |
| 〈트와일라이트 -석양 편지-〉 (재발매) | 1998년 11월 26일 | 워너 뮤직 재팬 | 12cmCD (WPC6-8662) |
| 〈트와일라이트 -석양 편지-〉 (재발매) | 2008년 11월 12일 | 워너 뮤직 재팬 | 디지털 다운로드    |